# Los Limones, Teloloapan
Los Limones är en ort i Mexiko.   Den ligger i kommunen Teloloapan och delstaten Guerrero, i den södra delen av landet, 140 km sydväst om huvudstaden Mexico City. Los Limones ligger 1 200 meter över havet och antalet invånare är 181.
Terrängen runt Los Limones är bergig. Runt Los Limones är det ganska glesbefolkat, med 50 invånare per kvadratkilometer. Närmaste större samhälle är Teloloapan, 17,1 km sydost om Los Limones. Omgivningarna runt Los Limones är en mosaik av jordbruksmark och naturlig växtlighet.